# Rundertuberculose
Rundertuberculose is een vorm van tuberculose die onder runderen voorkomt. Het wordt veroorzaakt door Mycobacterium bovis, een bacterie behorende tot het genus Mycobacterium.